# Marcel Bich

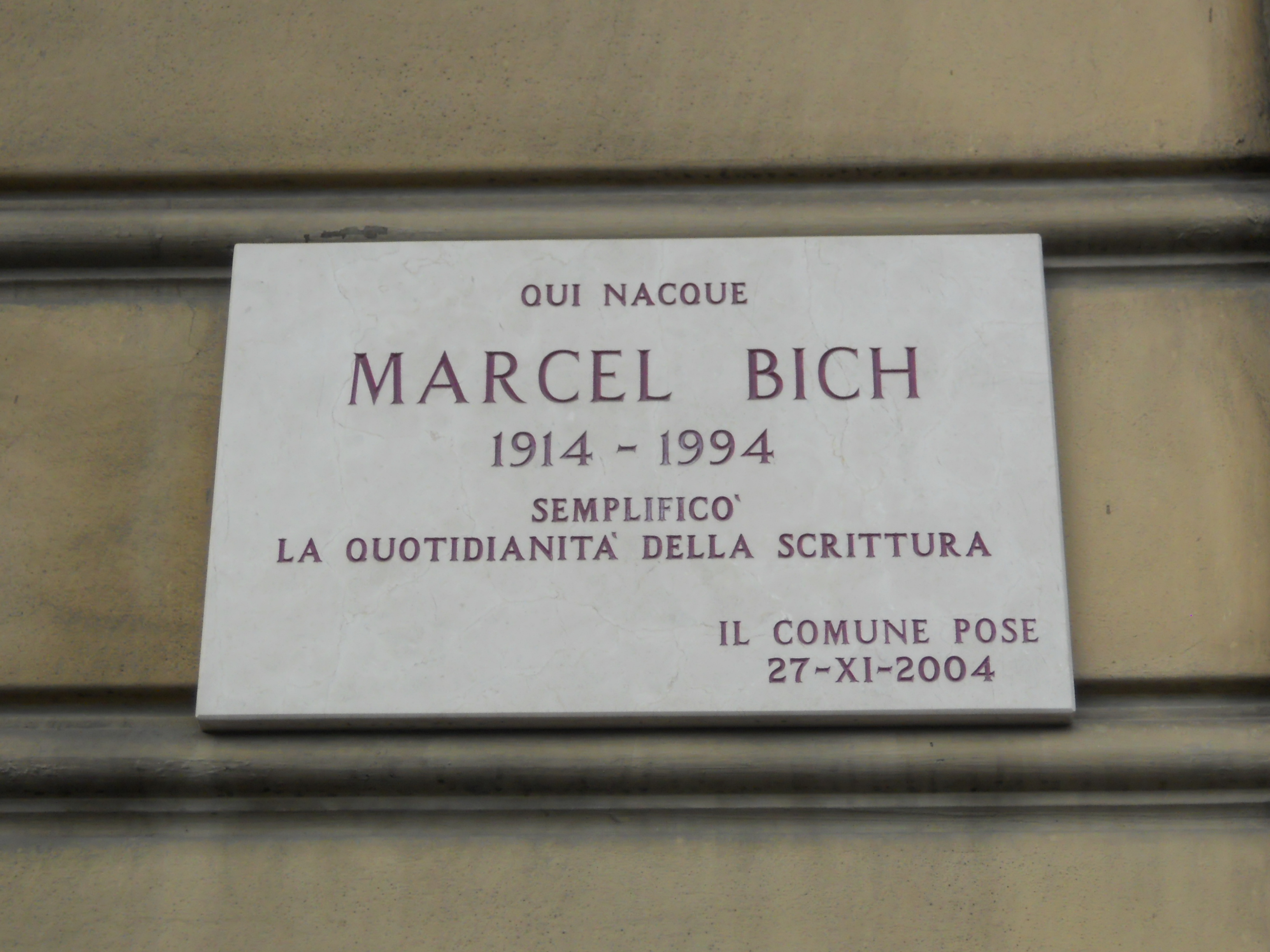
Gedenktafel in Turin

Baron Marcel Bich (* 29. Juli 1914 in Turin; † 30. Mai 1994 in Paris) war ein französischer Industrieller und Segler, der die heute in mehr als 160 Ländern aktive Firma BIC gründete.

## Leben
Die Familie Bich stammt aus Châtillon im Aostatal, einer französischsprachigen Region in den italienischen Westalpen. Die Eltern von Marcel waren Aimé-Mario (1882–1955) und Marie Muffat de Saint-Amour de Chanaz (1886–1967), und sein Urgroßvater Emmanuel Bich war Bürgermeister von Aosta.
Marcel Bich studierte Rechtswissenschaften und diente im Zweiten Weltkrieg für die französische Luftwaffe. Im Oktober 1945 gründete er in Paris die Firma BIC. Für seine Firma benutzte er die verkürzte Form seines Namens, Bic, da Bich in der englischen Aussprache dem englischen Bitch (Schlampe) gleicht und damit nicht international einsetzbar war. Den Firmensitz verlegte er in ein Fabrikgelände in der Nachbarstadt Clichy, das er 1944 mit seinem Geschäftspartner Édouard Buffard gekauft hatte. 1950 brachte BIC den Kugelschreiber BIC Cristal heraus, der heute (Stand 2017) der meistverkaufte Kugelschreiber der Geschichte ist; insgesamt wurden mehr als 100 Milliarden Exemplare verkauft. Bich blieb bis 1993, ein Jahr vor seinem Tod, Geschäftsführer, ehe er die Firmenleitung seinem Sohn Bruno Bich übertrug.
Der Unternehmer Baron Bich war auch ein erfolgreicher Regattasegler, der die erste Herausfordereryacht im America’s Cup außerhalb des englischen Sprachraumes stellte. Für seine vier erfolglosen Versuche mit den 12mR-Yachten France I–III 1970, 1974, 1977 und 1980 wurde er als Mitglied (Inductee) in die America’s Cup Hall of Fame aufgenommen, nicht zuletzt weil er als Erster 1970 eine professionell gemanagte America’s-Cup-Kampagne nach heute üblichem Modell startete. Er verpflichtet dazu u. a. den dänischen Ausnahmesegler Paul Elvstrøm, von dem er sich allerdings im Streit trennte, da Elvstrøm zu radikale Änderungen wollte.
Er war zweimal verheiratet und hatte insgesamt elf Kinder. Bich lebte zuletzt in Neuilly-sur-Seine nahe Paris.

## Ehrungen
- 1998 Mitglied in der America’s Cup Hall of Fame[5]